# 陰摩羅鬼之瑕
《陰摩羅鬼之瑕》是京極夏彥的长篇推理小說和妖怪小說，百鬼夜行系列（京極堂系列）的第八部作品。

## 發行信息
| 出版者         | 出版日期      | 媒介                     | 頁數                          | 書籍編碼                                                                | 譯者   |
| -------------- | ------------- | ------------------------ | ----------------------------- | ----------------------------------------------------------------------- | ------ |
| 講談社         | 2003年8月9日  | 講談社Novels（新書判）   | 752頁                         | ISBN 9784061822931                                                      |        |
| 講談社         | 2006年9月16日 | 講談社文庫（文庫判）     | 1226頁                        | ISBN 9784062754996                                                      |        |
| 講談社         | 2006年9月16日 | 講談社文庫（分册文庫判） | [上]424頁 [中]400頁 [下]424頁 | [上] ISBN 9784062755009 [中] ISBN 9784062755016 [下] ISBN 9784062755023 |        |
| 獨步文化       | 2011年1月31日 | 繁體中文版（平裝書）     | [上]432頁 [下]384頁           | [上] ISBN 9789866562815 [下] ISBN 9789866562822                         | 王華懋 |
| 上海人民出版社 | 2012年6月     | 簡體中文版（平裝書）     | [上]462頁 [下]421頁           | [上] ISBN 9787208105560 [下] ISBN 9787208105454                         | 王華懋 |

## 劇情簡介
聳立在白樺湖畔的「鳥城」的主人由良昂允在過去四次的新婚初夜的翌日新娘都會被殺。然後在第五次婚禮之前，為了保住未婚妻奧貫薰子的性命，他委託了東京神田的「薔薇十字偵探社」的偵探榎木津禮二郎前來擔任警衛。榎木津意氣風發地準備前往，但因出發前突然發燒，緊急地找來小說家關口巽。昂允對關口非常感興趣，因此歡迎了兩人。然而和關口剛到達「鳥城」的榎木津，環視館裡的人們後突然叫道：「哦哦！這裡面有殺人犯！」
另一方面，過去曾負責偵查由良家新娘怪異死亡事件，如今在東京隱居的前警察伊庭銀四郎被長野縣警傳喚，和之前就認識的中禪寺秋彥一起往鳥城進發。鳥城裡究竟發生了什麼事？由良家新娘怪異死亡事件，是無心的偶然造成？亦或是有心人有意為之？

## 登場人物

### 主要登場人物
榎木津 禮二郎（Enokizu Reijirou）
受由良家委託，但前往途中生病，暫時喪失了視力。
詳情請參閱「百鬼夜行系列#主要登場人物」。
關口 巽（Sekiguchi Tatsumi）
受榎木津的助手益田委託，協助眼睛看不見的榎木津前赴長野。
詳情請參閱「百鬼夜行系列#主要登場人物」。
木場 修太郎（Kiba Shuutarou）
長野縣本部在聯絡伊庭的時候錯將伊庭當作自己。為了傳達信息拜訪伊庭家。
詳情請參閱「百鬼夜行系列#主要登場人物」。
中禪寺 秋彥（Chuuzenji Akihiko）
中野的古書商，副業是陰陽師。受伊庭的委託前赴「鳥之館」。
詳情請參閱「百鬼夜行系列#主要登場人物」。
里村 紘市（Satomura Kouichi）
擔任法醫的外科醫生。應伊庭的請求為被害者作司法解剖。
過去曾偶然為伊庭的亡妻作行政解剖，所以去伊庭家上香。
詳情請參閱「百鬼夜行系列#主要人物的交友關係」。

### 由良家
由良 昂允（Yura Kouin）
前華族的伯爵，「鳥城」的主人。過去的四位新娘（美菜、啟子、春代、美禰）均死於非命。
因自幼體弱多病，從出生後到成年為止幾乎沒踏出過「鳥之館」半步，生活的知識都從圖書室的藏書中獲得。因此在他博識和聰明的反面，有著不協調的天真和不懂世故的一面。
對關口的作品有著很深的興趣。另外，他發表的隨筆及散文詩，還有和推理作家的富有個性的問答，也曾造成話題。
奧貫 薰子（Okunuki Kaoruko）
昂允的未婚妻，也是他的第五名新娘。以前是教師，十分理解昂允的處境，對鳥類學的造詣也很深。原本是為了「鳥城」內收集的標本而拜訪，但被昂允純真的性格所吸引。而稱呼承受了世間的畏懼和揶揄的昂允為「伯爵」，純粹是因為敬意。
由良 胤篤（Yura Taneatsu）
昂允的叔公，由良家的分家會和資產管理團體「由良奉贊會」的責任人。
因對缺乏社會性和不熱衷金錢的歷代當家不滿，以及自己是分家的養子所出而不能成為華族的偏見，和本家關係惡劣。
由良 公滋（Yura Kimishige）
胤篤的兒子。因為母親是藝妓而被當做庶出子在遊廊中養大，所以血統不純。
按輩分應該是昂允的堂叔父，但因為比昂允年輕十多歲，所以以再從兄弟相稱。
由良 行房（Yura Tsurafusa）
昂允的父親，博物學者（鳥類學者）。曾發現了新品種的鳥類。在昂允20歲的時候在阿蘇山墮山身亡。
由良 早紀江（Yura Sakie）
昂允的母親。在生了昂允後死亡。資產家的女兒，祖父間宮纂學是行房的研究讚助者。
山形 州朋（Yamagata Kunitomo）
由良家的管家。從昂允小時候開始就照顧他，但并未得到昂允信賴。
父親是身為儒學者的昂允的祖父公篤的門人。
栗林 房子（Kuribayashi Fusako）
由良家的廚娘兼女僕領班。在昂允出生後就開始在由良家工作。
平田 謙三（Hirata Kenzou）
「由良奉贊會」的會長。
由良 公笃
行房的父亲，昂允的祖父，儒学者。在明治时期华族令公布的时候被授予伯爵之位。凭借跟由良分家的借贷建造了“鸟城”。

### 警察·相關人員
伊庭 銀四郎（Iba Ginshirou）
長野縣警的前警部補。過去曾三次負責調查由良家新娘被殺的案件。之後被調往東京警視廳就職直到辭職。通稱「眼力的伊庭銀」。妻子已亡故，因出羽的即身佛事件認識了中禪寺和里村。
因對家人的死心存芥蒂，為被和木場的對話勾起的關於「鳥城」的回憶而煩惱，委託中禪寺為自己驅除心中的魔物。
伊庭 淑子（Iba Yoshiko）
伊庭銀四郎的亡妻。生前曾告訴銀四郎她握有伯父庸治朗告知的解決事件的關鍵證據。
柴 俊貴（Shiba Toshitaka）
研究近代思想史（江戶時代的儒學）的大學研究生。和中禪寺、多多良、沼上等人都是妖怪研究家同伴。
榮田 庸治朗（Sakaeda Youjirou）
手藝出眾的標本剝制工匠，受行房僱用住入「鳥城」製作鳥類標本。伊庭之妻的伯父。
黑澤（Kurosawa）

大鷹（Ootaka）
薰子的熟人，國家警察長野縣本部派往「鳥城」保護婚禮的其中一名警察。在楢木的指示下尋訪伊庭的聯絡方式時錯把木場和伊庭混淆了。事件後辭職。
無法作出確切的形勢判斷，伊庭說他是「就算得到周圍的人幫忙也會自取滅亡的人」。
秋島（Akishima）

松山（Matsuyama）

楢木（Naraki）
國家警察長野縣本部的警部補。伊庭在過去某個案件中和他認識，這次委託伊庭讓他協助調查。
中澤（Nakazawa）
國家警察長野縣本部的警部。新娘殺人事件的搜查本部長，懷疑兇手是「鳥城」內的人們。
因性情急躁及厭惡上流階級，所以調查的方式比較強硬，但卻是個熟知警官本分的人物。
佐久间 正
奥贯熏子曾任职的学校的校长。
桑原 恭一
奥贯熏子曾任职的学校的同事。
橫溝 正史（Yokomizo Seishi）
在前往稀譚舍的途中和關口不期而遇，并站著談了一陣。

## 用語
- 陰摩羅鬼

鳥山石燕的《今昔畫圖續百鬼》中如此形容這個妖怪：「藏經有云：『新死屍之氣易變化為陰摩羅鬼』，清尊錄則說『一物如鶴，色蒼黑，目炯炯如燈，鼓翅大呼甚厲』。」到了後來則變成死者生前如有怨念，特別是下葬時和尚沒有虔心祭拜，即會變成「陰摩羅鬼」，牠們會口吐藍色火焰群聚墓地吸取屍氣，只有和尚再重新好好誦經超渡方可普渡其離開妖怪變化。此處「陰」為五蘊之意，「摩羅」為魔鬼、惡鬼之意，「鬼」為非人世之意。

## 相關作品
- 《死之本》 光琳社出版 1998年
  - 「獨弔」
- 《今昔続百鬼――雲 多多良先生行状記》 2001年
  - 「古庫裏婆」
- 《獻給金田一耕助之九大狂想曲》 2002年 角川書店
  - 「無題」（第二章部分、横溝正史誕生一百週年紀念）
- 《後巷説百物語》
  - 「五位の光」「風の神」
- 《百鬼夜行――陽》
  - 「青行燈」「大首」

## 外部連結
- （日語）http://bookclub.kodansha.co.jp/bc2_bc/search_view.jsp?b=1822934 （页面存档备份，存于）
- （简体中文）http://book.douban.com/subject/5938083/ （页面存档备份，存于）
- （简体中文）http://book.douban.com/subject/5938082/ （页面存档备份，存于）